# Blaast de Bazuin
Blaast de Bazuin is een Nederlandse christelijke brassband uit Surhuisterveen. De band is opgericht in november 1899, en komt anno 2023 uit in de derde divisie van de Koninklijke Nederlandse Muziek Organisatie en de Nederlandse Brassband Kampioenschappen.
Op de Nederlandse Brassband Kampioenschappen van 2008 is de band vierde geworden.
In 1981 en 1995 is Blaast de Bazuin winnaar geworden van de Nederlandse Brassband Kampioenschappen. Daarnaast werd het Survento Brassband Festival in 1998 gewonnen en werd in 2004 de eerste prijs behaald op een internationaal muziekfestival in Bad Zwischenahn.
In 2007 werd de band tweede op het Nederlands Brassband Kampioenschap. In 2019 werd Blaast de Bazuin winnaar van het internationale muziekfestival in het Duitse Rastede.
Sinds 2022 is Chris van der Veen dirigent.
Lijst met dirigenten:
- Joop Bosgraaf
- Daan Hoekstra (tot 2001)
- Bienze IJlstra (2001 tot 2010)
- Aline Werkman-Schipper (2010 tot 2017)
- Theun van Leijen (2017-2022)
- Chris van der Veen (2022-heden)